# Vikramaditya VI.
Vikramaditya VI. (* um 1050; † 1126) war in den Jahren von 1076 bis zu seinem Tod Herrscher des südindischen Chalukya-Reiches. Auf dem Höhepunkt seiner Macht trug er den Ehrentitel Tribhuvanamalla (= „Herr der drei Welten“).

## Leben und Taten

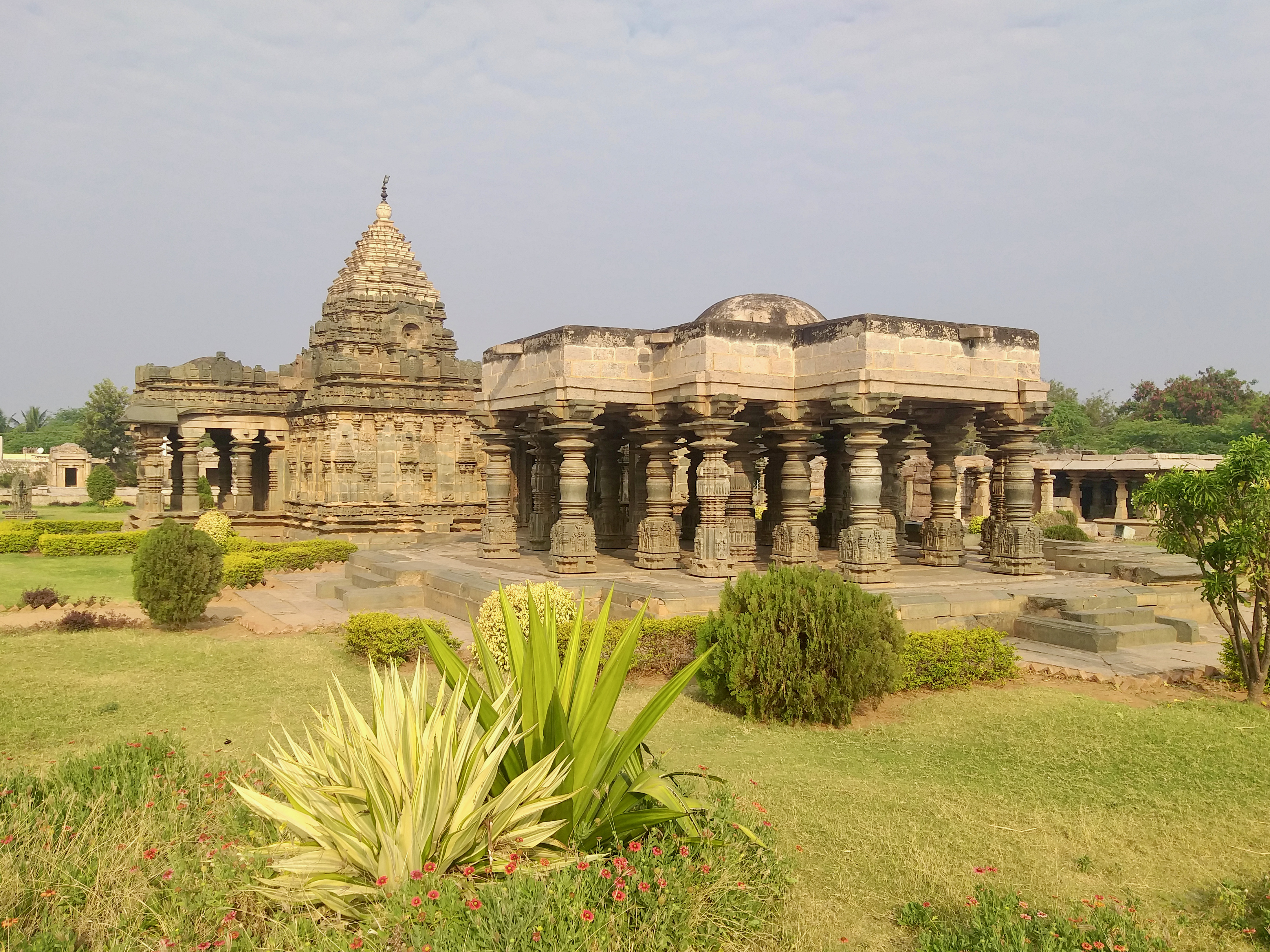
Mahadeva-Tempel in Itagi, gestiftet von einem General

Vikramaditya war der zweite Sohn des Chalukya-Königs Someshvara I. (reg. 1042–1068); bereits in jungen Jahren unternahm er Feldzüge in die Regionen des heutigen Bihar und Bengalens. Nach dem Tod seines Vaters trat sein älterer Bruder Someshvara II. (reg. 1068–1076) die Nachfolge an, wurde aber schon bald von Vikramaditya mit Unterstützung durch den Adel und durch Vasallen (feudatories) wie den Seuna abgesetzt. Von Beginn seiner Herrschaft an musste er sich – mit wechselndem Erfolg – mit den Machtambitionen der Hoysala und der Chola auseinandersetzen.
Vikramaditya war – zusammen mit seinen mindestens drei Frauen – ein großer Förderer der Kultur. Er selbst sowie seine Hofbeamten und Heerführer stifteten zahlreiche Hindutempel in vielen Gebieten Südindiens.

## Nachfolge
Sein Sohn Someshvara III. trat die Nachfolge an und regierte das Chalukya-Reich in den Jahren von 1126 bis 1138.